# Babor
Babor là một đô thị thuộc tỉnh Sétif, Algérie. Dân số thời điểm năm 2002 là 18.445 người.